# Tucana
Tucana o el Tucán es una constelación del hemisferio sur celeste. Es una de las 88 constelaciones aceptadas por la Unión Astronómica Internacional. Fue creada por los navegantes holandeses Pieter Dirkszoon Keyser y Frederick de Houtman entre 1595 y 1597, como resultado de sus exploraciones por los mares del hemisferio sur. Apareció por primera vez en la obra Uranometria (1603), de Johann Bayer. Representa al tucán, una especie de ave tropical oriunda de Suramérica.

## Características destacables

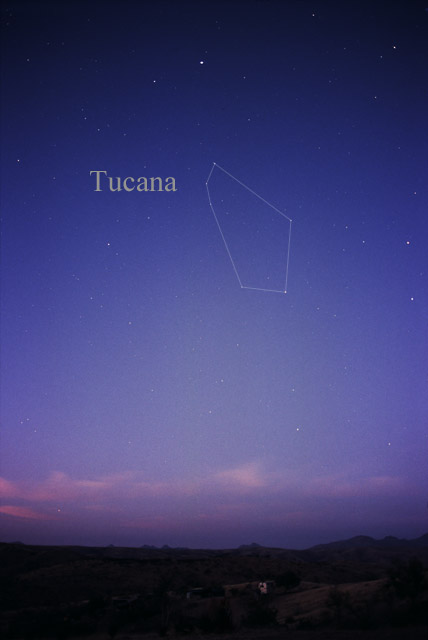
Constelación de Tucana

La estrella más brillante de la constelación, α Tucanae, es una gigante naranja de tipo espectral K3III que se localiza a 184 años luz. Es una binaria espectroscópica cuyo período orbital es de 11,5 años.
Le sigue en brillo γ Tucanae, una estrella blanco-amarilla de tipo espectral F4V con una temperatura superficial de 6678 K y un 55 % más masiva que el Sol.
ζ Tucanae, tercera estrella más brillante, es una enana amarilla de tipo F9.5V distante 28 años luz más caliente y luminosa que nuestro Sol; un exceso de emisión en el infrarrojo indica la presencia de un disco circunestelar de polvo.
ρ Tucanae es también una estrella de tipo F6V, 6223 K de temperaturay una binaria espectroscópica cuyo período orbital es de 4,82 días.
Un astro notable es β Tucanae, grupo de seis estrellas que parecen estar al menos débilmente vinculadas en un sistema estelar. Tres de estas estrellas son lo suficientemente brillantes para recibir denominaciones de Bayer: β1 Tucanae, β2 Tucanae y β3 Tucanae.
Igualmente κ Tucanae es una estrella múltiple, en este caso constituida por dos binarias, la propia κ Tucanae y Gliese 55.1; la estrella primaria de este sistema tiene tipo F6V y una masa un 25 % mayor que la masa solar.
En varias estrellas de Tucana se han descubierto sistemas planetarios. HD 215497 es una enana naranja en donde se han detectado dos planetas, uno de ellos de tipo «supertierra» caliente, pues está separado solo 0,047 ua de la estrella.
Poerava —nombre oficial de HD 221287— es una estrella de tipo F7V con un planeta cuya masa es al menos el triple de la de Júpiter.
Igualmente, HD 4308 y HD 219077 son enanas amarillas algo más frías que el Sol con un planeta cada una de ellas; el de HD 4308 emplea 15,5 días en completar su órbita y el de HD 219077 15 años a lo largo de una órbita marcadamente excéntrica.
Otra estrella con nombre propio es Emiw (HD 7199), una subgigante anaranjada con un alto contenido metálico ([Fe/H] = +0,39) en donde se ha descubierto un planeta con una separación de 1,36 ua.
Asimismo, alrededor de la componente principal de DS Tucanae —una enana amarilla muy joven de tipo G6V— se ha detectado un planeta mediante la técnica de tránsito astronómico.

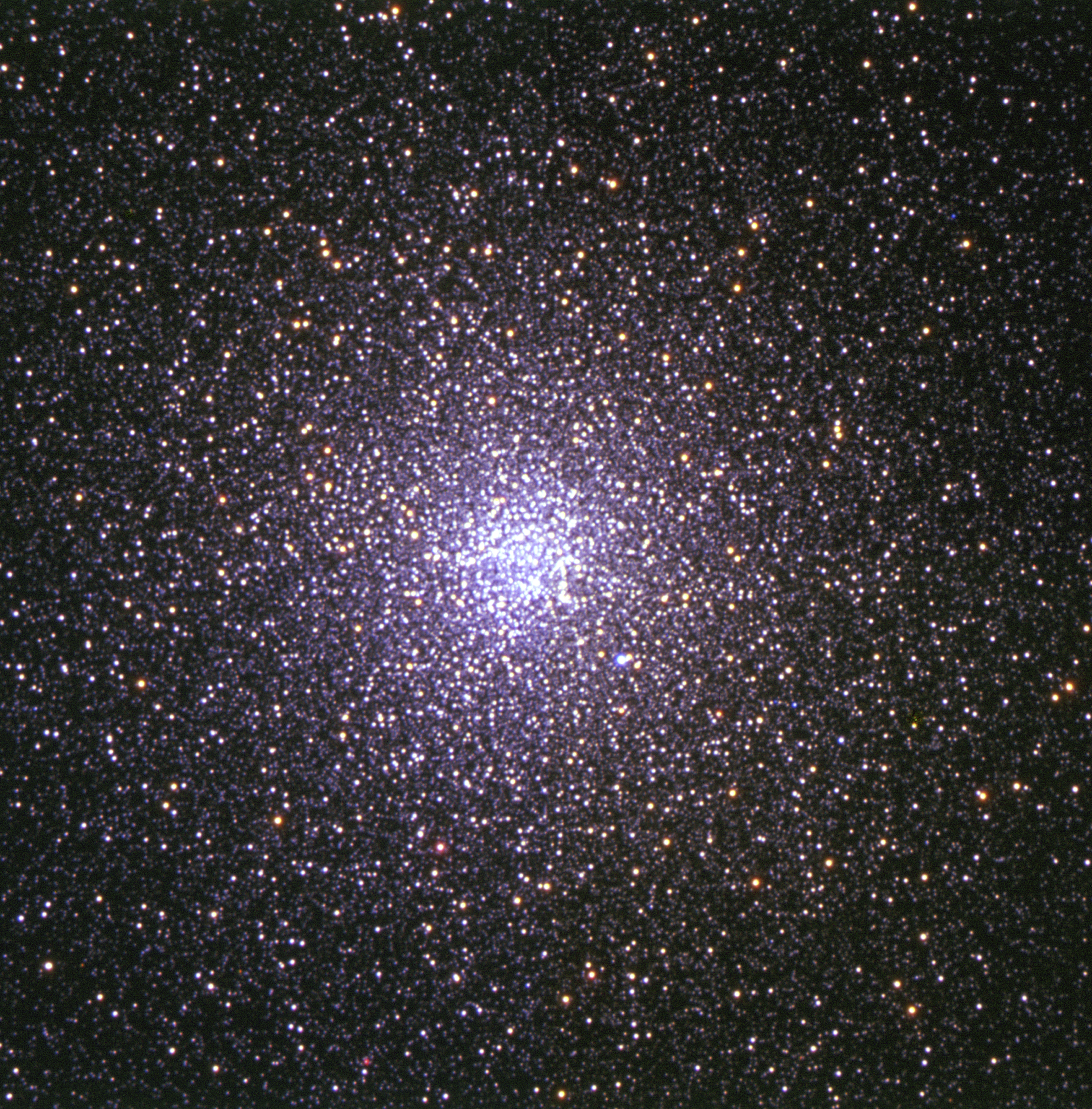
Cúmulo globular 47 Tucanae (datos de VLT)

47 Tucanae es un cúmulo globular —el segundo más brillante del cielo nocturno tras Omega Centauri— que se encuentra aproximadamente a 13 000 años luz de la Tierra.
Contiene al menos dos poblaciones estelares de diferente edad y metalicidad. En su denso núcleo se han identificado al menos 21 estrellas rezagadas azules.
NGC 362 es otro cúmulo globular, distante 29 000 años luz, con una edad aproximada de 11 000 millones de años.
Dentro de los límites de esta constelación se encuentra la Pequeña Nube de Magallanes. Clasificada como una galaxia irregular enana, se encuentra a 204 000 años luz de distancia y forma parte del Grupo Local. Se piensa que hace unos 150 millones de años colisionó con la Gran Nube de Magallanes, sufriendo una profunda perturbación como consecuencia de dicho encuentro; ambas galaxias están conectadas por el llamado «puente Magallánico», que contiene gas y estrellas jóvenes de edad intermedia.
HV 11423 es una de las supergigantes rojas más brillantes y frías de la Pequeña Nube de Magallanes; parece que actualmente se encuentra en un período de intensa inestabilidad durante el cual su temperatura efectiva cambia de 4300 K a 3300 K en una escala de tiempo de meses.
NGC 346 es un joven cúmulo abierto extragaláctico asociado a una nebulosa. Se localiza cerca del centro de la región H II más brillante de la Pequeña Nube de Magallanes, denominada N66. Los miembros más jóvenes de NGC 346 tienen edades inferiores a los dos millones de años.

## Estrellas notables
| Nombre              | Mag.      | α (J2000.0)        | δ (J2000.0)       | Distancia años luz | Comentarios |
| ------------------- | --------- | ------------------ | ----------------- | ------------------ | --- |
| Alfa (α) Tucanae    | 2,87      | 22h 18m 30,1s      | −60° 15' 35"      | 184                | - estrella binaria astrométrica |
| Gamma (γ) Tucanae   | 3,99      | 23h 17m 25,8s      | −58° 14' 09"      | 75 ± 1             | - estrella binaria amplia |
| Zeta (ζ) Tucanae    | 4,23      | 00h 20m 04,3s      | −64° 52' 29"      | 28 ± 0,2           | - enana amarilla similar al Sol |
| Kappa (κ) Tucanae   | 4,25      | 01h 15m 46,1s      | −68° 52' 34"      | 66,6               | - estrella binaria doble; κ Tuc A (mag. 5,1) y κ Tuc B (mag. 7,3), κ Tuc C (mag. 7,8) y κ Tuc D (mag. 8,2) |
| Beta (β) Tucanae    | 4,36 (β¹) | 00h 31m 32,7s (β¹) | −62° 57' 29" (β¹) | 140 (β¹)           | - sistema múltiple de estrellas: β¹ Tuc (mag. 4,36), β² Tuc (mag. 4,53), β³ Tuc A (mag. 5,8), β³ Tuc B (mag. 6,0) son las más brillantes - El sistema β³ Tuc es binario, algo alejado de β¹ y β², pero aparentemente asociado a ellas |
| Épsilon (ε) Tucanae | 4,49      | 23h 59m 55,0s      | −65° 34' 37"      | 374 ± 25           | - su velocidad de rotación es de 300 km/s |
| Ni (ν) Tucanae      | 4,91      | 22h 33m 00,1s      | −61° 58' 56"      | 273 ± 4            | - estrella variable; variación: 4,75–4,97 con un período irregular |
| Rho (ρ) Tucanae     | 5,39      | 00h 42m 28,3s      | −65° 28' 05"      | 133 ± 3            | - estrella blanco-amarilla de la secuencia principal |
| HD 219482           | 5,64      | 23h 16m 57,5s      | −62° 00' 04"      | 67                 | - enana blanco-amarilla |
| HD 3823             | 5,88      | 00h 40m 25,7s      | −59° 27' 17"      | 81,4 ± 0,7         | - enana o subgigante amarilla de baja metalicidad |
| Theta (θ) Tucanae   | 6,11      | 00h 33m 23,3s      | −71° 15' 58"      | 490 ± 38           | - estrella variable tipo δ Scuti; variación: 6,06-6,15 en períodos de 1,18 h a 1,45 h |
| HD 219077           | 6,12      | 23h 14m 07,0s      | −62° 42' 00"      | 96 ± 2             | - enana amarilla con un planeta extrasolar |
| HD 4308             | 6,55      | 00h 44m 39,3s      | −65° 38' 58"      | 72                 | - estrella de baja metalicidad con un planeta |
| Gliese 902          | 7,08      | 23h 39m 37,4s      | −72° 43' 20"      | 37,1               | - enana naranja |
| CF Tucanae          | 7,60      | 00h 53m 07,8s      | −74° 39' 06"      | 290                | - binaria con actividad cromosférica y variable RS Canum Venaticorum |
| HD 221287           | 7,82      | 23h 31m 20,3s      | −58° 12' 35"      | 173                | - estrella con un planeta extrasolar a 1,25 UA de la estrella |
| HD 215497           | 8,97      | 22h 46m 36,8s      | −56° 35' 58"      | 143                | - posee un sistema planetario con dos planetas |
| Gliese 54           | 9,80      | 01h 10m 22,9s      | −67° 26' 42"      | 26,6               | - sistema binario compuesto por dos enanas rojas |
| GJ 1277             | 14,01     | 22h 56m 24,7s      | −60° 03' 49"      | 10,3               | - tenue enana roja a poco más de 30 años luz |

Mag. = Magnitud aparente | α = ascensión recta | δ = declinación
Fuente: The Bright Star Catalogue, 5ª ed. revisada., Catálogo Hipparcos, ESA SP-1200

## Objetos de cielo profundo

NGC 292 (Pequeña Nube de Magallanes)

- Pequeña Nube de Magallanes, galaxia del Grupo Local. Contiene el cúmulo abierto NGC 346, activa región de formación estelar donde se localiza la estrella múltiple HD 5980.[24]
- 47 Tucanae (NGC 104), el segundo cúmulo globular más brillante de todo el cielo nocturno.
- NGC 362, cúmulo globular que se encuentra a 29 000 años luz.
- NGC 406, galaxia espiral.
- Enana de Tucana, uno de los miembros más remotos del Grupo Local.

## Historia
Tucana es una constelación moderna, siendo inventada a finales del siglo XVI. Por ello, no tiene ningún elemento mitológico asociado a ella.